# 克拉萨维诺农村居民点
克拉萨维诺农村居民点（俄语：Сельское поселение Красавинское）是俄罗斯联邦沃洛格达州大乌斯秋格区所属的一个农村居民点。其下辖有12个居民点，行政中心为瓦西里耶夫斯科耶。据2015年统计，该农村居民点的人口为1090人。